# Бянь Цао
Бянь Цао (кит.: 扁鹊) — в китайській міфології один з богів-покровителей лікарів, в образі якого контаміновані два різні персонажі:
1. міфічний Бянь Цао з пташиним дзьобом та крилами кажана — сподвижник культурного героя-першопредка Хуан-ді, який допомагав йому у розпізнанні цілющих властивостей рослин. (ім'я Бянь Цао у цьому випадку пояснюється через бянь — «кажан» та цяо — «сорока»);
2. реально існуючий відомий цілитель 6 ст. до н. е. Цинь Юе-жень, що отримав прізвисько Бянь Цао.

Бянь Цао написав твір «Нань-цзін» («Книга про важке»), систематично описав анатомію, фізіологію, патологію й діагностику з ученням про пульс і терапію. Як лікар також був відомий як хірург, що робив операції під наркозом, використовуючи для цього спеціальний напій.
За легендою, Бянь Цао перейняв своє мистецтво від безсмертного Чансан-цзюня, який давав йому чудодійні краплі. Через 30 днів Бянь Цао вмів бачити крізь стіни та проникати поглядом всередину людини. У 521 р. до н. е. Бянь Цао, згідно з переказом, оживив принца царства Го, після чого слава про нього поширилася по всьому Китаю. У подальшому Бянь Цао увійшов до пантеону богів як покровитель медиків та аптекарів. Жертвоприношення на честь Бянь Цао здійснювались 24 числа 4-го місяця за місячним календарем, в день його народження. На стародавніх рельєфах він зображений у вигляді людини-птаха, який робить укол хворому.